# Thomas Grynaeus
Thomas Grynaeus (auch Thomas Griner; * 1512 in Veringendorf; † 2. August 1564 in Rötteln) war ein Theologe, Reformator und Pfarrer. 

## Leben
Thomas Grynaeus wuchs als Sohn eines Bauern im württembergischen Veringendorf auf. Thomas Grynaeus’ Onkel Simon Grynaeus war ein Schulfreund Philipp Melanchthons. Er studierte in Heidelberg und Basel Griechisch und Latein und folgte Simon Sulzer an die Hohe Schule nach Bern, wo er von 1536 bis 1546 als Professor für Alte Sprachen tätig war. Aufgrund seiner Sympathie für die 95 Thesen von Martin Luther wurde er 1547 entlassen und wirkte anschließend als Lehrer und ab 1555 als Präfekt am Basler Pädagogium. Nach Einführung der Reformation im Markgräflerland 1556 wurde er 1558 Pfarrer an der Röttler Kirche und Superintendent in Rötteln, was er bis zu seinem Tod 1564 blieb.
Thomas Grynaeus war mit Adelheid Steuber verheiratet und hatte elf Kinder, darunter Johann Jakob Grynaeus, der später ebenfalls Pfarrer in Rötteln wurde.